# Rotraud Bauer
Rotraud Bauer (* 31. Jänner 1941 in Wien; † 9. September 2006 in St. Veit an der Glan) war eine österreichische Kunsthistorikerin am Kunsthistorischen Museum Wien und eine der weltweit großen Tapisserie-Spezialistinnen der 1970er- und 1980er-Jahre.

## Leben
Rotraud Bauer wurde als Tochter des akademischen Malers Karl Bauer und seiner Frau Leopoldine geb. Koci während des Zweiten Weltkrieges in Wien geboren. Nachdem der Vater 1942 zur Wehrmacht eingezogen wurde, ist sie mit ihrer Mutter nach Kärnten gezogen und am Land aufgewachsen. Nach dem Schulbesuch und der Matura in Klagenfurt studierte sie in der Folge Kunstgeschichte in Graz, Florenz und an der Universität Wien und wurde 1969 Kunsthistorikerin am Kunsthistorischen Museum in Wien. Dort wurde sie Kuratorin der Weltlichen und Geistlichen Schatzkammer und der Kunstkammer des Kunsthistorischen Museums Wien sowie Kustodin für Tapisserien, Gewänder und Krönungsgewänder. Umfangreiche Publikationen und wissenschaftliche Bearbeitungen im nationalen und internationalen kunsthistorischen Kontext prägen ihr Werk; eine ihrer bekanntesten Bearbeitungen war die Erforschung des Krönungsmantels. 
Nach ihrer Versetzung in den Ruhestand im Jahre 2002 bis zu ihrem Tod widmete sie sich der kunsthistorischen Bearbeitung des Werkes ihres Vaters. 

## Veröffentlichungen (Auszug)
- Rotraud Bauer: Zur Geschichte der sizilischen Gewänder, später Krönungsgewänder der Könige und Kaiser des Heiligen Römischen Reiches. In: Wilfried Seipel (Hrsg.): Nobiles Officinae. Die königlichen Hofwerkstätten zu Palermo zur Zeit der Normannen und Staufer im 12. und 13. Jahrhundert. Skira, Milano 2004, ISBN 3-85497-076-5, S. 85–95.
- Rotraud Bauer: Der Mantel Rogers II. und die siculo-normannischen Gewänder aus den königlichen Hofwerkstätten in Palermo. In: Wilfried Seipel (Hrsg.): Nobiles Officinae. Die königlichen Hofwerkstätten zu Palermo zur Zeit der Normannen und Staufer im 12. und 13. Jahrhundert. Skira, Milano 2004, ISBN 3-85497-076-5, S. 115–123.
- Rotraud Bauer: Zur Ikonographie der Tapisserienserie. Die Sechs Weltzeitalter im Kunsthistorischen Museum in Wien. In: Flemish Tapestry in European and American Collections - Studies in Honour of Guy Delmarcel[3] ISBN 978-2-503-52174-9.
- Rotraud Bauer (Hrsg.): Die Portugiesen in Indien: die Eroberung Dom Joao de Castros auf Tapisserien; 1538 – 1548. Kunsthistorisches Museum Wien, Wien 1993, ISBN 978-3-900325-24-4.
- Rotraud Bauer (Hrsg.): Wohnen im Schloss: Tapisserien, Möbel, Porzellan und Kleider aus drei Jahrhunderten; Direktion der Burgenländischen Landesmuseen, Amt der Burgenländischen Landesregierung, Eisenstadt 1991, ISBN 978-3-900325-19-0.
- Rotraud Bauer in Zu Gast in der Kunstkammer: 12. Oktober bis 15. Dezember 1991 / eine Ausstellung anlässlich des Einhundertjährigen Bestehens des Kunsthistorischen Museums; Manfred Leithe-Jasper (Hrsg.); Kunsthistorisches Museum Wien, Wien 1991, ISBN 978-3-900325-21-3.
- Rotraud Bauer, Gerbert Frodl (Hrsg.): Karl Bauer (1905–1993) – Ein Lyriker der modernen Malerei. Verlag Ritter, Klagenfurt 1995, ISBN 978-3-85415-145-6.
- Rotraud Bauer, Hannelore Ulrich (Hrsg.): Karl Bauer: 14.2.1905 – 21.4.1993; Gleichklang im Einklang, Lorli Ritschl Foundation Graz-Wien-New York, Graz 2005, ISBN 3-9502096-6-2.